# Abbas Qomi

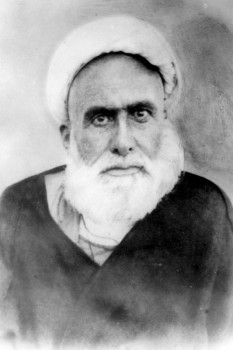
Sheikh Abbas Qomi

Abbas Qomi (en persa: عباس قمی) también conocido como Mohaddith Qomi (en persa: محدث قمی) fue un ulema chiita, historiador, y comentarista del hadiz. Escribió numerosos libros, incluyendo Mafatih al-Janan, una compilación chiita duodecimana de Abu zebo.

## Biografía
Abbas Qomi nació 1877, en la ciudad de Qom, Irán. Debido a su conocimiento, los habitantes de su ciudad natal acudían a él para aprender. Pasó su niñez y adolescencia en Qom, donde realizó cursos introductorios por parte de Mira Mohammad Arbab Qomi. En 1898, Abbas emigró hacia Náyaf, Irak para continuar con sus estudios. Fue estudiante de Mirza Husain Noori Tabarsi (también conocido como Mohadis Noori) durante cuatro años. En 1904, de acuerdo con una solicitud de Abdul-Karim Ha'eri Yazdi, regresó a Qom, donde comenzó a enseñar, escribir y predicar.
En su país, las obras de Qomi son best-seller.

## Alias
Qomi también era conocido como Muhaddith Qomi.

## Profesores
Sus principales maestros fueron Muhammad Kazim Khurasani, Sayyid Muhammad Kadhim Tabatabai, Sheikh Taqi Shirazi, y Mirza Husain Noori Tabarsi, quienes lo educaron en el seminario de Náyaf.

## Libros
Qomi Escribió 45 trabajos, incluyendo:
| Nombre                                                               | Tema                                                                          |
| -------------------------------------------------------------------- | ----------------------------------------------------------------------------- |
| Muntahi al-Amal                                                      | El libro narra la vida del profeta Mahoma y sus descendientes.                |
| Manazil al-Akhirah                                                   | Explicación de la vida después de la muerte.                                  |
| Nafasul Mahmum (en relación con la desgarradora tragedia de Kerbala) | El libro es sobre los eventos de Kerbala. Este libro fue traducido al inglés. |
| Mafatih al-Janan (Llaves hacia los cielos)                           | Colección de oraciones y súplicas narradas por Ahlul Bayt                     |

## Muerte
Qomi falleció el 21 de enero de 1941, a la edad de 63 años. Fue enterrado en la Mezquita Imán Alí, Náyaf, cerca de la tumba de su maestro, Mohadis Noori.